# Joe Jordan (labdarúgó)
Joseph Jordan (Cleland, 1951. december 15. –) válogatott skót labdarúgó, edző.

## Pályafutása

### Klubcsapatban
Pályafutása a Morton FC csapatában kezdte. 1970-ben a Leeds United igazolta le, melynek tagjaként 1972-ben megnyerte az FA kupát. 1973-ban 16 bajnoki mérkőzésen 9 alkalommal volt eredményes. 1974-ben megnyerték az angol bajnokságot, majd a következő szezonban, 1975-ben a bajnokcsapatok Európa-kupájának döntőjében 2–0-s vereséget szenvedtek a Bayern München ellen. 1978-ban a Manchester United szerződtette, egy évvel később új csapatával bejutott az 1979-es FA-kupa döntőjébe, ahol 3–2 arányban alulmaradtak az Arsenallal szemben. 1981 és 1983 között az olasz AC Milan játékosa volt. A két szezon alatt 52 mérkőzésen 12 gólt szerzett. Az 1981–82-es szezon végén kiestek a Serie A-ból, de egy évvel később az 1982–83-as idény végén megnyerték a Serie B-t. Ezt követően távozott és egy szezont töltött a Hellas Verona csapatánál. 1984-ben visszatért Angliába a Southamptonhoz, ahol három szezon játszott. Utolsó csapata a Bristol City volt, ahol 1987 és 1989 között játszott.

### A válogatottban
1973 és 1982 között 52 alkalommal szerepelt az skót válogatottban és 11 gólt szerzett. Részt vett az 1974-es, az 1978-as és az 1982-es világbajnokságon. Mindhárom tornán sikerült gólt szereznie: 1974-ben Zaire és Jugoszlávia, 1978-ban Peru, 1982-ben pedig a Szovjetunió ellen volt eredményes.

## Sikerei, díjai
Leeds United
- Kupagyőztesek Európa-kupája döntős (1): 1972–73
- Bajnokcsapatok Európa-kupája döntős (1): 1974–75
- Angol bajnok (1): 1973–74
- Skót szuperkupa döntős (1): 1974

Manchester United
- Angol kupadöntős (1): 1978–79

AC Milan
- Serie B (1): 1982–83

Bristol City
- Football League Trophy döntős (1): 1987